# 鰳形矛脂鯉
鰳形矛脂鯉（学名：Lonchogenys ilisha）為輻鰭魚綱脂鯉目脂鯉亞目狼牙脂鯉科的其中一個種，分布於南美洲黑河中上游流域，體長可達6公分，棲息在河川底中層水域，生活習性不明。